# Lola T93/30
Chronologie des modèles (1993)
Lola 91
Dallara 192 Minardi M194
Lola T95/30
La Lola T93/30 est une monoplace de Formule 1 conçue par le constructeur automobile britannique Lola Cars pour le compte de l'écurie italienne Scuderia Italia, dans le cadre du championnat du monde de Formule 1 1993. Conçue par l'ingénieur britannique Eric Broadley, elle est pilotée par les Italiens Michele Alboreto, vice-champion du monde 1985 en provenance de Footwork Racing, et Luca Badoer, champion du monde de F3000 l'année précédente et qui fait ses débuts dans la discipline.

## Historique

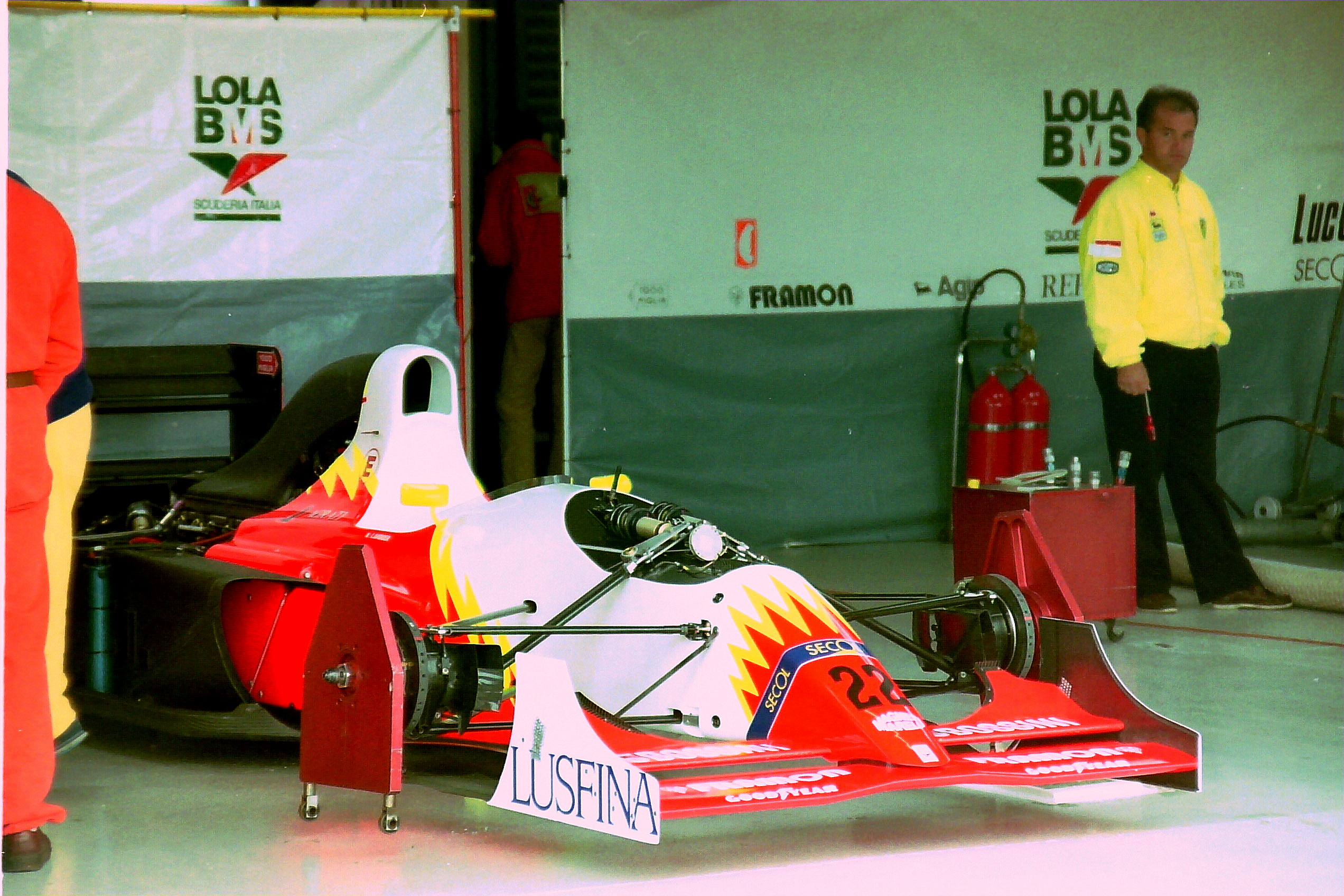
La Lola T93/30 de Luca Badoer dans son garage à Silverstone.

Après cinq années de collaboration avec Dallara pour la fourniture du châssis, la Scuderia Italia engage les services de Lola Cars, ancien fournisseur de châssis de l'écurie Larrousse. L'écurie italienne greffe à la T93/30 un moteur V12 Ferrari vieux d'un an et utilisé par la Ferrari F92A de 1992.
La T93/30 apparaît très vite comme la monoplace la plus lente du plateau, notamment en raison de l'absence totale d'aides électronique au pilotage, contrairement à ses concurrentes, et à des problèmes liés à l'aérodynamisme. Lors du premier Grand Prix de la saison, en Afrique du Sud, Alboreto et Badoer se qualifient sur la dernière ligne, en vingt-cinquième et vingt-sixième positions, entre six et neuf secondes du temps de la pole position établi par Alain Prost. En course, Badoer abandonne au bout de vingt tours à la suite de la casse de sa boîte de vitesses, suivi par Alboreto qui casse son moteur au cinquante-cinquième tour,.
Au Brésil, Badoer obtient sa meilleure qualification de la saison en réalisant le vingt-et-unième temps, quand Alboreto se qualifie en vingt-cinquième et dernière place sur la grille. En course, Alboreto et Baoder terminent derniers, en onzième et douzième positions, à trois tours du vainqueur Ayrton Senna,. Au Grand Prix d'Europe, Alboreto réédite cette performance, tandis que son équipier échoue à se qualifier pour la course,. À Saint-Marin, Alboreto ne se qualifie pas, et Baoder, élancé depuis la vingt-quatrième place, termine septième à trois tours de Prost, profitant des nombreux abandons en course,.
Après deux manches marquées par des abandons et des non-qualifications, il faut attendre le septième Grand Prix de la saison, au Canada, pour voir une T93/30 rallier l'arrivée, Badoer terminant quinzième à quatre tours de Prost après être parti vingt-cinquième, alors qu'Alboreto ne s'est pas qualifié,. En Allemagne, les deux pilotes parviennent à se qualifier, ce qui n'était plus arrivé depuis la manche brésilienne : en effet, les écuries approuvent l'idée que tous les pilotes soient qualifiés automatiquement pour la course. Élancés depuis la dernière ligne, Alboreto termine seizième et avant-dernier, tandis que Badoer casse la suspension de sa monoplace après quatre tours,. En Hongrie, Badoer abandonne à la suite d'un tête-à-queue peu avant la mi-course, au trente-septième tour, puis Alboreto est victime d'une panne de moteur deux boucles plus loin.
Au Grand Prix de Belgique, les deux équipiers rallient l'arrivée, Badoer et Alboreto terminent treizième et quatorzième, ne devançant qu'Ukyo Katayama. En Italie, Alboreto casse sa suspension au bout de vingt-trois tours, alors que son équipier termine dixième à deux tours de Damon Hill. Enfin, au Portugal, Badoer termine quatorzième tandis que son compatriote est victime d'une rupture de boîte de vitesses.
Les deux dernières courses de la saison se tenant hors d'Europe, la Scuderia Italia décide de déclarer forfait, d'autant que Ferrari et Lola décident de rompre leur partenariat avec l'écurie italienne, qui fusionne avec Minardi pour 1994. Elle termine douzième du championnat des constructeurs, sans aucun point.

## Engagement auTrofeo Indoor di Formula 1
Les 4 et 5 décembre 1993, la Scuderia Italia participe au Trofeo Indoor di Formula 1, une épreuve d'exhibition organisée en marge du Motor Show de Bologne, une exposition internationale reconnue par l'Organisation internationale des constructeurs automobiles qui se tient dans les salons de la foire de Bologne. Bien que l'épreuve soit baptisée indoor, la piste, d'une longueur de 1 300 mètres, est située à l'extérieur des locaux de l'exposition. Pour cette sixième édition, l'écurie Jordan Grand Prix, la Scuderia Italia et la Scuderia Minardi sont engagés, ce qui leur permet d'une part de se présenter devant leur public national et d'autre part, permet aux directeurs d'écurie de nouer des contacts avec d'éventuels partenaires financiers pour compléter leur budget pour la saison à venir.
La Scuderia Minardi engage une monoplace M193 confiée à l'Italien Pierluigi Martini. Jordan Grand Prix confie deux 193 à son titulaire Rubens Barrichello et à l'Italien Vittorio Zoboli, pilote de Formule 3000 entre 1990 et 1993. Enfin, la Scuderia Italia engage deux Lola T93/30, pilotées par Michele Alboreto et Fabrizio Barbazza.
Lors du tour préliminaire, Rubens Barrichello se classe premier de l'épreuve, suivi de Pierluigi Martini et de Vittorio Zoboli. Les deux pilotes de la Scuderia Italia, Michele Alboreto et Fabrizio Barbazza prennent respectivement les quatrième et cinquième place. Barbazza est éliminé de la compétition. La phase finale se compose de deux manches à élimination directe, les pilotes devant remporter deux courses pour se qualifier à la manche suivante. Lors de la première manche, Zoboli affronte Barrichello, qui remporte le duel avec un score de deux points alors que l’Italien n’en gagne aucune. Dans l'autre demi-finale, Alboreto est opposé à Martini, qui remporte les deux courses opposant ces pilotes. Alboreto participe alors à la petite finale qui l'oppose à Zoboli. Le pilote de la Scuderia Italia est défait par le pilote Jordan qui en remporte deux. La finale oppose Pierluigi Martini à Rubens Barrichello, ce dernier remportant le trophée en remportant deux courses contre une pour son adversaire.

## Résultats en championnat du monde de Formule 1
| Saison | Écurie                   | Moteur               | Pneus    | Pilotes          | Courses | Courses | Courses | Courses | Courses | Courses | Courses | Courses | Courses | Courses | Courses | Courses | Courses | Courses | Courses | Courses | Points inscrits | Classement |
| Saison | Écurie                   | Moteur               | Pneus    | Pilotes          | 1       | 2       | 3       | 4       | 5       | 6       | 7       | 8       | 9       | 10      | 11      | 12      | 13      | 14      | 15      | 16      | Points inscrits | Classement |
| ------ | ------------------------ | -------------------- | -------- | ---------------- | ------- | ------- | ------- | ------- | ------- | ------- | ------- | ------- | ------- | ------- | ------- | ------- | ------- | ------- | ------- | ------- | --------------- | ---------- |
| 1993   | Lola BMS Scuderia Italia | Ferrari Tipo 020 V12 | Goodyear |                  | AFS     | BRÉ     | EUR     | SMR     | ESP     | MON     | CAN     | FRA     | GBR     | ALL     | HON     | BEL     | ITA     | POR     | JAP     | AUS     | 0               | 12e        |
| 1993   | Lola BMS Scuderia Italia | Ferrari Tipo 020 V12 | Goodyear | Michele Alboreto | Abd     | 11e     | 11e     | Nq      | Nq      | Abd     | Nq      | Nq      | Nq      | 16e     | Abd     | 14e     | Abd     | Abd     | Forf    | Forf    | 0               | 12e        |
| 1993   | Lola BMS Scuderia Italia | Ferrari Tipo 020 V12 | Goodyear | Luca Badoer      | Abd     | 12e     | Nq      | 7e      | Abd     | Nq      | 15e     | Abd     | Abd     | Abd     | Abd     | 13e     | 10e     | 14e     | Forf    | Forf    | 0               | 12e        |

Légende : ici 

## Résultats duTrofeo Indoor di Formula 11993
| Position | Pilote             | Écurie                  | Points |
| -------- | ------------------ | ----------------------- | ------ |
| 1        | Rubens Barrichello | Jordan-Hart             | 12     |
| 2        | Pierluigi Martini  | Minardi-Ford            | 10     |
| 3        | Vittorio Zoboli    | Jordan-Hart             | 8      |
| 4        | Michele Alboreto   | Scuderia Italia-Ferrari | 2      |
| 5        | Fabrizio Barbazza  | Scuderia Italia-Ferrari | 2      |

|  | Demi-finales       | Demi-finales      |                        |   | Finale | Finale |
|  | Demi-finales       | Demi-finales      |                        |   | Finale | Finale |
|  |                    |                   |                        |   |        |        |
|  |                    |                   |                        |   |        |        |
|  |                    |                   |                        |   |        |        |
|  | Rubens Barrichello | 2                 |                        |   |        |        |
|  | Rubens Barrichello | 2                 |                        |   |        |        |
|  | Vittorio Zoboli    | 0                 |                        |   |        |        |
|  | Vittorio Zoboli    | 0                 | Rubens Barrichello     | 2 |        |        |
|  |                    |                   | Rubens Barrichello     | 2 |        |        |
|  |                    | Pierluigi Martini | 1                      |   |        |        |
|  | Michele Alboreto   | Pierluigi Martini | 1                      | 0 |        |        |
|  | Michele Alboreto   |                   |                        | 0 |        |        |
|  | Pierluigi Martini  | 2                 |                        |   |        |        |
|  | Pierluigi Martini  | 2                 | Match pour la 3e place |   |        |        |
|  |                    |                   |                        |   |        |        |
|  |                    |                   |                        |   |        |        |
|  |                    |                   |                        |   |        |        |
|  | Vittorio Zoboli    | 2                 |                        |   |        |        |
|  | Vittorio Zoboli    | 2                 |                        |   |        |        |
|  | Michele Alboreto   | 0                 |                        |   |        |        |
|  | Michele Alboreto   | 0                 |                        |   |        |        |